# Raiyeh
(Castellanizado como reya o raiyeh, de la palabra turca que significa "rebaño").
Designación que recibe la enorme masa de súbditos gobernada por el Imperio otomano. En la concepción política otomana, estos eran verdaderos "pastores de gente". Del raiyeh salían los administradores de la Casa de Esclavos de los otomanos, aunque estos no ingresaban a la misma por postulación, sino por llamado y reclutamiento.
- Datos: Q6098405